# HB Dudelange
Der HB Dudelange (luxemburgisch HB Diddeleng) ist ein 1959 gegründeter luxemburgischer Handballverein aus Düdelingen. Die Herrenmannschaft ist mit 23 Meisterschaften und 19 Pokalsiegen die erfolgreichste Luxemburgs, die Frauenmannschaft mit 10 bzw. 14 Titeln die jeweils zweiterfolgreichste. Beide Teams nehmen in der Saison 2022/23 an der höchsten Spielklasse, der AXA League teil. 1964, 1967 und 1970 wurde Dudelange zur luxemburgischen Mannschaft des Jahres gewählt.

## Kader der Saison 2022/23
Stand: 1. Oktober 2022
| Nr. | Nat.                    | Name              | Position        | Alter | Größe  | Im Verein seit | Letzter Verein           |
| --- | ----------------------- | ----------------- | --------------- | ----- | ------ | -------------- | ------------------------ |
| 09  | Luxemburg               | Frank Hippert     | Rückraum Mitte  | 27    | 1,80 m |                | eigene Jugend            |
| 10  | Italien                 | Francesco Volpi   | Rückraum Links  | 36    | 2,06 m | 2020           | HB Käerjeng              |
| 12  | Deutschland             | Patrick Schulz    | Tor             | 34    | 1,96 m | 2022           | HG Saarlouis             |
| 13  | Luxemburg               | Tommaso Cosanti   | Tor             | 33    | 1,93 m | 2022           | HB Käerjeng              |
| 14  | Luxemburg               | Fynn Köller       | Rechtsaußen     | 18    | 1,83 m |                | eigene Jugend            |
| 17  | Luxemburg               | Tommy Wirtz       | Linksaußen      | 30    | 1,80 m | 2022           | HG Saarlouis             |
| 19  | Kroatien                | Josip Ilić        | Rückraum Rechts | 33    | 1,93 m | 2016           | Handball Esch            |
| 21  | Luxemburg               | Samuel Itua Etute | Rückraum Links  | 18    | 1,84 m |                | eigene Jugend            |
| 24  | Polen                   | Aleksiej Szyczkow | Rechtsaußen     | 38    | 1,82 m | 2014           | HB Käerjeng              |
| 32  | Bosnien und Herzegowina | Boris Bećirović   | Rückraum Mitte  | 35    | 1,90 m | 2021           | Dijon Métropole Handball |
| 35  | Luxemburg               | David Ojie Etute  | Rückraum Links  | 21    | 1,84 m |                | eigene Jugend            |
| 66  | Luxemburg               | Hugo Neuberg      | Rückraum Mitte  | 17    | 1,75 m |                | eigene Jugend            |
| 80  | Luxemburg               | Luka Steffen      | Kreis           | 20    | 1,85 m |                | eigene Jugend            |
| 96  | Luxemburg               | Mika Herrmann     | Tor             | 25    | 1,87 m |                | eigene Jugend            |

## Erfolge

### Männer
- Luxemburgischer Meister (23): 1962, 1964, 1964, 1966, 1967, 1968, 1969, 1970, 1971, 1972, 1973, 1976, 1977, 1980, 1981, 1984, 1985, 1986, 1992, 2008, 2009, 2012, 2015
- Luxemburgischer Pokalsieger (19): 1962, 1965, 1966, 1967, 1968, 1970, 1971, 1972, 1973, 1974, 1977, 1978, 1981, 1982, 1985, 1986, 1987, 1993, 2013
- Teilnahme am Europapokal:
  - EHF Champions League: 1963, 1965, 1966, 1967, 1968, 1970, 1971, 1972, 1973, 1974, 1977, 1978, 1981, 1982, 1985, 1986, 1987, 1993, 2009
  - Europapokal der Pokalsieger: 1979, 1980, 1989, 1992, 2000
  - EHF-Pokal: 1983, 1984, 1988, 2007, 2008, 2009, 2010, 2011, 2012, 2013, 2016
  - EHF Europa Pokal: 2013, 2022
  - EHF Challenge Cup: 1998, 1999, 2002, 2003, 2004, 2005, 2006, 2014, 2015, 2017 (Viertelfinale), 2019, 2020, 2021

### Frauen
- Luxemburgischer Meister (10): 1975, 1976, 1977, 1989, 2010, 2011, 2013, 2014, 2015, 2016
- Luxemburgischer Pokalsieger (14): 1980, 1981, 1982, 1983, 1987, 1991, 1998, 2010, 2011, 2013, 2014, 2015, 2016, 2018
- Teilnahme am Europapokal:
  - EHF Champions League: 1990
  - Europapokal der Pokalsieger: 1983, 1984, 1988, 1992, 1999
  - EHF-Pokal: 1989, 2004, 2005, 2006, 2011, 2012, 2016
  - EHF Challenge Cup: 2017, 2020